# Chrustenice
Chrustenice jsou obec v okrese Beroun ve Středočeském kraji, 7 km severovýchodně od města Berouna. Obec je vzdálená asi 10 km od Prahy po dálnici D5. Leží v bezprostřední blízkosti Loděnice po obou březích potoka Kačák. Žije zde přibližně 1 100 obyvatel.

## Současnost

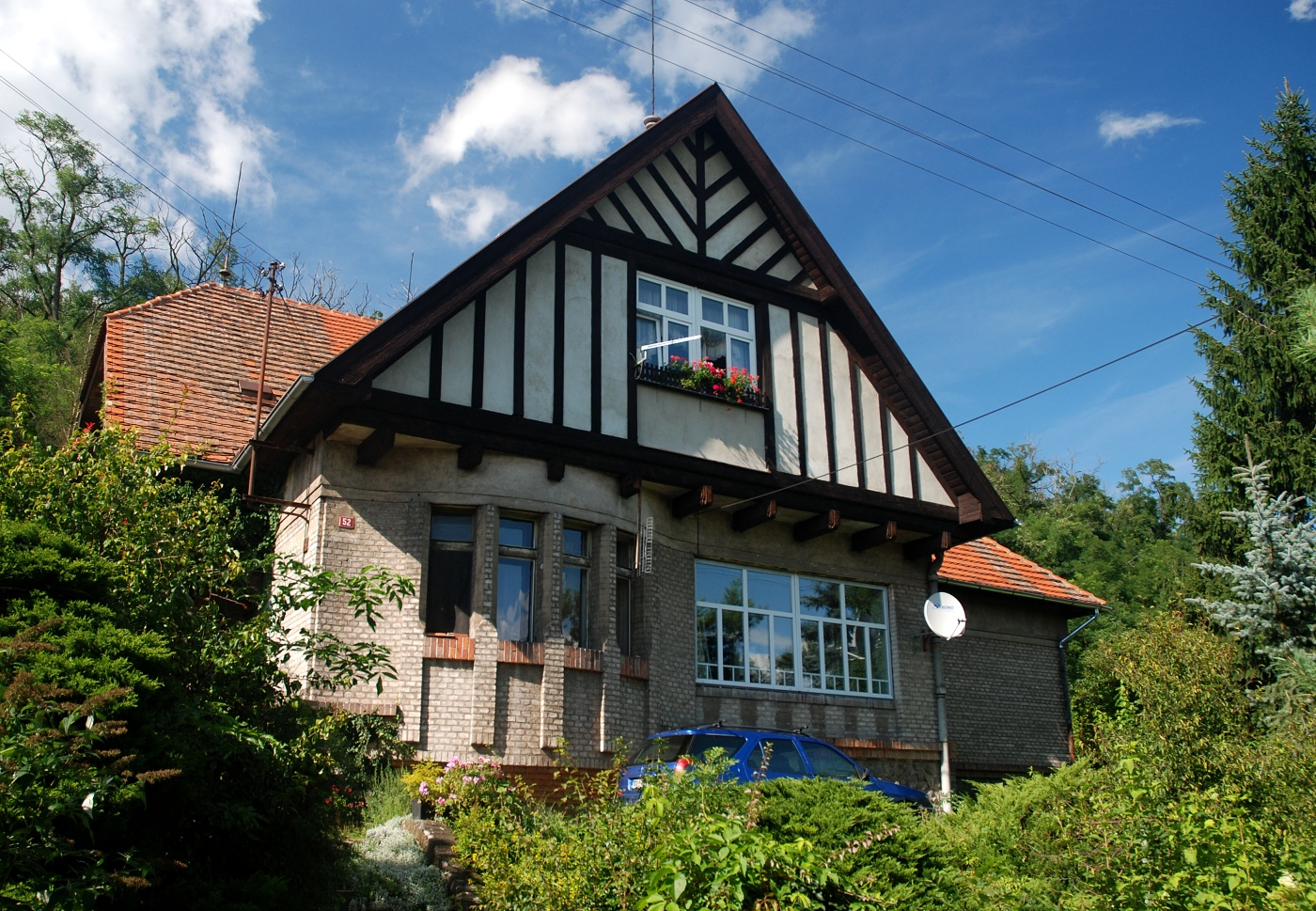
Götzova vila v roce 2011

Chrustenice mají rozlohu 6,73 km² a přes 1000 obyvatel. Počet obyvatel se ale vzhledem k výstavbě velkého množství rodinných domků stále zvětšuje. V obci je možnost sportovního vyžití – kopaná, odbíjená a tenis.
U obce leží přístupný Železnorudný důl Chrustenice (1861–1965), který patřil ve své době k největším a nejvýznamnějším dolům Barrandienu. Důl měl 84 podzemních pater zasahujících až do hloubky 426 m. Během stoleté těžby se zde vytěžilo téměř 8 milionů tun rudy. V současné době je zde důlní expozice shromažďující řadu unikátních exponátů a návštěvníci mohou vidět při prohlídce prostory a pracoviště vypovídajících o těžké práci havířů.
V obci se nachází Götzova vila, dílo významného českého architekta Jana Kotěry z roku 1907–1908.
Chrustenice jsou ideálním výchozím místem pro výlety do Českého krasu a Křivoklátska.

## Obyvatelstvo
| Rok            | 1869 | 1880 | 1890 | 1900 | 1910 | 1921 | 1930 | 1950 | 1961 | 1970 | 1980 | 1991 | 2001 | 2011 | 2021  |
| -------------- | ---- | ---- | ---- | ---- | ---- | ---- | ---- | ---- | ---- | ---- | ---- | ---- | ---- | ---- | ----- |
| Počet obyvatel | 278  | 294  | 480  | 475  | 491  | 581  | 689  | 568  | 614  | 593  | 644  | 601  | 632  | 632  | 1 074 |
| Počet domů     | 32   | 33   | 40   | 44   | 55   | 66   | 101  | 116  | 117  | 124  | 131  | 148  | 180  | 252  | 330   |

## Historie
První písemný záznam pochází z roku 1037, kdy kníže Břetislav I. ustanovil poddané Chrustenic za opatrovníky hrobu svatého Ivana. Břetislav daroval ves klášteru ostrovskému. Majitelé Chrustenic se často střídali. Většinou se jednalo o šlechtice, kteří majetek získávali koupí, sňatkem nebo zastavením.
V roce 1434 byl u Chrustenic napaden Bedřich Kolovrat z Libštejna karlštejnskou posádkou.[zdroj⁠?!] Po tuhé bitce byl zahnán na útěk.
V roce 1896 byl založen „Vzájemně se podporující spolek Chrustoš“ pro Chrustenice a okolí. V letech 1861–1965 se ve zdejších dolech těžila železná ruda, která se dopravovala na nádraží v Loděnici lanovou dráhou.
Roku 1949 byla obec převedena z okresu Kladno do okresu Beroun. Roku 1980 ztratila samostatnost, když byla přičleněna k Loděnici. Osamostatnila se opět na podzim 1990.

### Majitelé
Roku 1320 je zmiňován Přibík, 1378 Blahut, pak Zachariáš a Bořivoj, bratři ze Všeradic a kolem roku 1400 Mikčík. Račí klepeta ve znaku měli bratři Zdislav a Drslav z Malovar, kteří koupili Chrustenice v roce 1410. Jejich synové zde vládli až do roku 1468.
Na počátku 16. století měl obec Vavřinec Zvon z Drast, pak Ctibor ze Svojkova, který ji roku 1527 prodal Jindřichovi Prefátovi z Vlkanova. Potom patřila Jindřichovi Hrobčickému z Hrobčic. Roku 1560 ji koupil Tomáš Pichl z Pichlsberka, roku 1580 ji měl Jiří Pichl, roku 1616 Jana Pichlová a Bedřich Pětipeský z Chyš a Egrberka, pak Eva Matyášova z Hutenova, roku 1629 Dorota Pichlova a Jan Matěj z Glauchova. roku 1652 přešla na Jana Pavla Valderode z Eckhauzu. Roku 1668 koupil Chrustenice Lambert Hřebenář z Harasu, roku 1671 Antonín Augustin Binago na Chocenicích, roku 1676 Jan Jiří Karvinský z Karvin, pak v roce 1727 Humprecht F. A. hrabě Černín z Chudenic a od jeho vdovy hrabě K. Jáchym Breda. Další majitelkou byla od roku 1732 velkovévodkyně A. M. Fr. z Toskány. Roku 1741 přešla obec do majetku vévodů bavorských, roku 1805 na rod habsburský a roku 1847 byla přidělena soukromým císařským statkům.
V kronice je také zmíněn pobyt arcivévody Karla (pozdější rakouský císař) v roce 1912 v jeho lovecké chatě.

### Územněsprávní začlenění
Dějiny územněsprávního začleňování zahrnují období od roku 1850 do současnosti. V chronologickém přehledu je uvedena územně administrativní příslušnost obce v roce, kdy ke změně došlo:
- 1850 země česká, kraj Praha, politický okres Smíchov, soudní okres Unhošť[6]
- 1855 země česká, kraj Praha, soudní okres Unhošť[6]
- 1868 země česká, politický okres Smíchov, soudní okres Unhošť[6]
- 1893 země česká, politický okres Kladno, soudní okres Unhošť[7]
- 1939 země česká, Oberlandrat Kladno, politický okres Kladno, soudní okres Unhošť[8]
- 1942 země česká, Oberlandrat Praha, politický okres Kladno, soudní okres Unhošť[9]
- 1945 země česká, správní okres Kladno, soudní okres Unhošť[10]
- 1949 Pražský kraj, okres Beroun[11]
- 1960 Středočeský kraj, okres Beroun
- 2003 Středočeský kraj, obec s rozšířenou působností Beroun

### Rok 1932
V obci Chrustenice (přísl. Lhotka, 879 obyvatel) byly v roce 1932 evidovány tyto živnosti a obchody: důl, holič, 4 hostince, kapelník, konsum Včela, krejčí, mlýn, 2 obuvníci, obchod s ovocem a zeleninou, přádelna, 5 obchodů se smíšeným zbožím, tkalcovna, trafika, truhlář, velkostatek státních lesů.

## Doprava
Dopravní síť
- Pozemní komunikace – Do obce vede silnice III. třídy. Ve vzdálenosti 1 km lze najet na silnici II/605 Praha - Beroun - Žebrák - Plzeň a ve vzdálenosti 2 km na dálnici D5 na exitu 10 (Loděnice).

- Železnice – Železniční trať ani stanice na území obce nejsou. Nejblíže je železniční stanice Loděnice na trati 173 Beroun - Rudná - Praha ve vzdálenosti 2 km.

Veřejná doprava 2011
- Autobusová doprava – V obci měla zastávky autobusová linka Králův Dvůr-Loděnice-Chyňava (v pracovní dny 5 spojů) (dopravce PROBO BUS, a. s.). O víkendu byla obec bez dopravní obsluhy.